# 보이보드

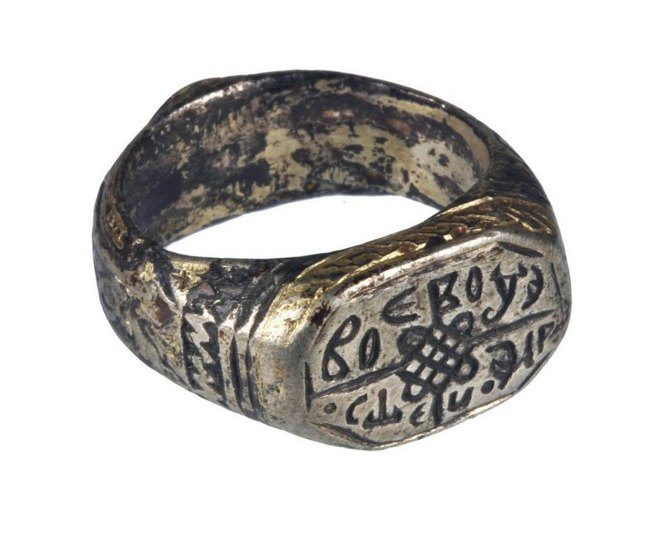

보이보드(voivode)는 중세 초기 이후 중부, 남동부 및 동유럽의 군사 지도자 또는 군벌을 나타내는 칭호로, 주로 루마니아 국가의 중세 통치자와 헝가리인, 발칸 반도 또는 일부 슬라브인 국가의 총독 및 군사령관을 지칭했다.
폴란드-리투아니아에서 보이보드는 팔라티누스와 같은 의미로 사용되었고, 러시아 차르국에서 보이보드는 군사 총독에 해당하였으며, 다뉴브 공국들 사이에서 보이보드는 왕족의 칭호로 여겨졌다.